# Greg Sloggett
Gregory Sloggett, detto Greg (3 luglio 1996), è un calciatore irlandese, centrocampista dell'Hartlepool Utd.

## Carriera
Ha giocato nella prima divisione irlandese; con il Dundalk ha partecipato alla UEFA Europa League 2020-2021.

## Palmarès

### Club

#### Competizioni nazionali
- First Division: 1

UCD: 2018
- Coppa d'Irlanda: 1

Dundalk: 2020
- Supercoppa d'Irlanda: 1

Dundalk: 2021